# Gerardo di Bruxelles
Gerardo di Bruxelles, (Gerardus Bruxellensis) (1187 circa – 1260), è stato un matematico e filosofo belga del XIII secolo, considerato l'autore del primo trattato in latino di cinematica, intitolato Liber de motu (ovvero Libro sul moto), scritto probabilmente tra il 1187 e il 1260.

## Biografia
Di lui non si conosce né data e luogo di nascita né i dati della sua morte, ma soltanto alcune opere da lui prodotte.
Nel Liber de motu, egli riprese la definizione di velocità uniforme già considerata dal matematico del III secolo a.C. Autolico di Pitane, e si avvicinò alla moderna definizione di velocità come rapporto fra due quantità non omogenee quali la distanza e il tempo. Questo fu un avanzamento teorico assai rilevante, poiché un fisico medievale, abituato a seguire la tradizione dei classici, pensava che i rapporti potessero essere formati solo tra quantità omogenee: distanze rispetto a distanze, e tempi rispetto a tempi. Recentemente, è stato dimostrato che Gerardo fu anche l'autore del trattato Artis cuiuslibet consummatio, con datazione verso il 1240.
Egli contribuì a riportare alla luce le opere di Euclide e Archimede e successivamente influenzò il lavoro di ricerca dei Calculatores di Oxford (un gruppo di matematici del Merton College), svolto tra il 1328 e il 1350.
Gerardo è citato da Thomas Bradwardine nel suo Tractatus de proportionibus velocitatum (1328).